# Venadito
Venadito är en ort i Mexiko.   Den ligger i kommunen Mexquitic de Carmona och delstaten San Luis Potosí, i den centrala delen av landet, 400 km nordväst om huvudstaden Mexico City. Venadito ligger 1 921 meter över havet och antalet invånare är 336.
Terrängen runt Venadito är platt norrut, men söderut är den kuperad. Terrängen runt Venadito sluttar norrut. Runt Venadito är det ganska tätbefolkat, med 134 invånare per kvadratkilometer. Närmaste större samhälle är Ahualulco, 10,1 km nordväst om Venadito. Omgivningarna runt Venadito är i huvudsak ett öppet busklandskap.